# 比利亞爾角
62°36′12″S 60°56′58″W / 62.60333°S 60.94944°W

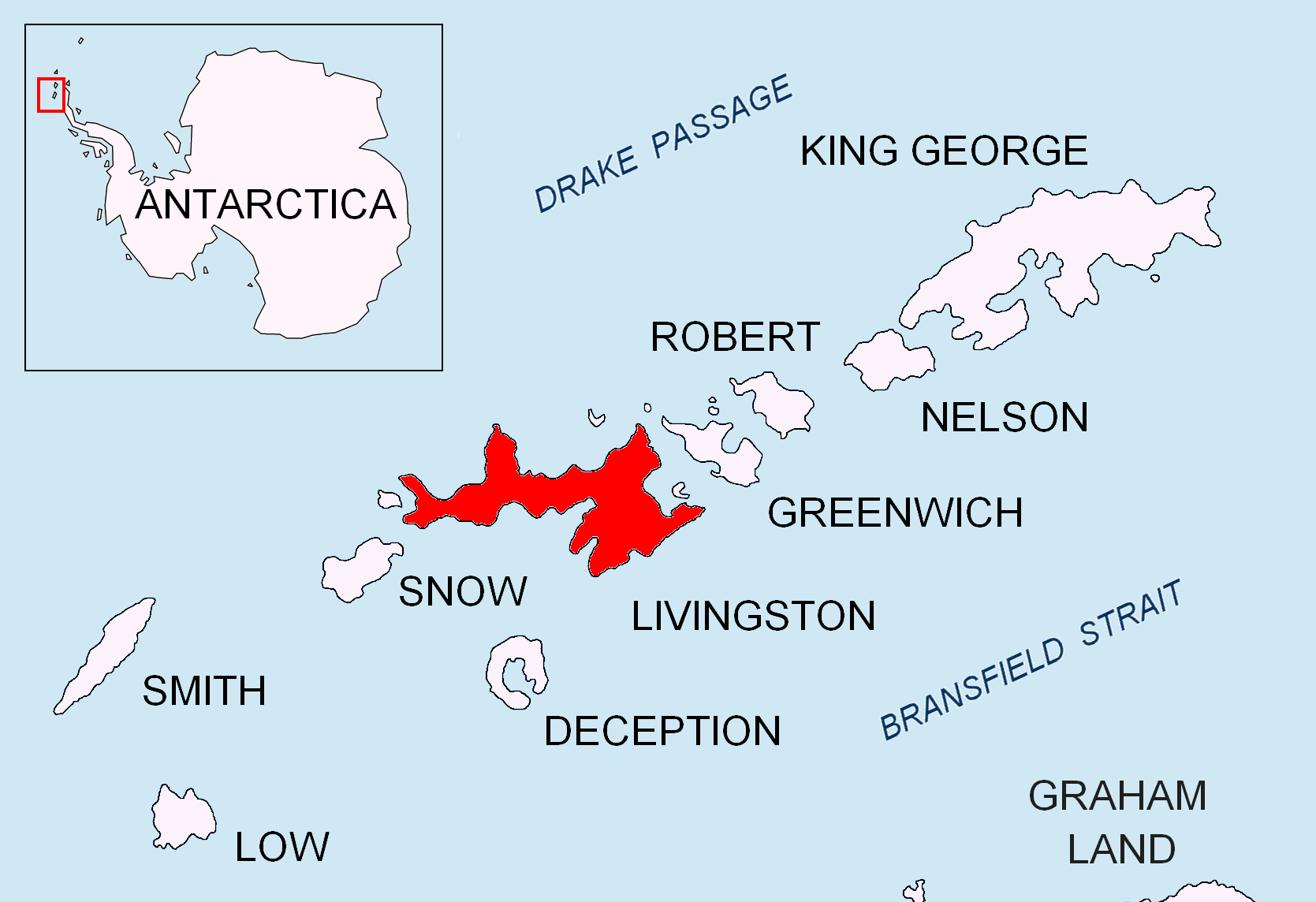

比利亞爾角是南極洲的海岬，位於南設得蘭群島的利文斯頓島西部，處於羅角西南面3公里、萊爾角東北面4.5公里和內德利亞角東北面1.7公里，現時由南極條約體系管理。

## 外部連結
- Bilyar Point. （页面存档备份，存于） SCAR Composite Gazetteer of Antarctica.